# Mazenhoven (plaats)

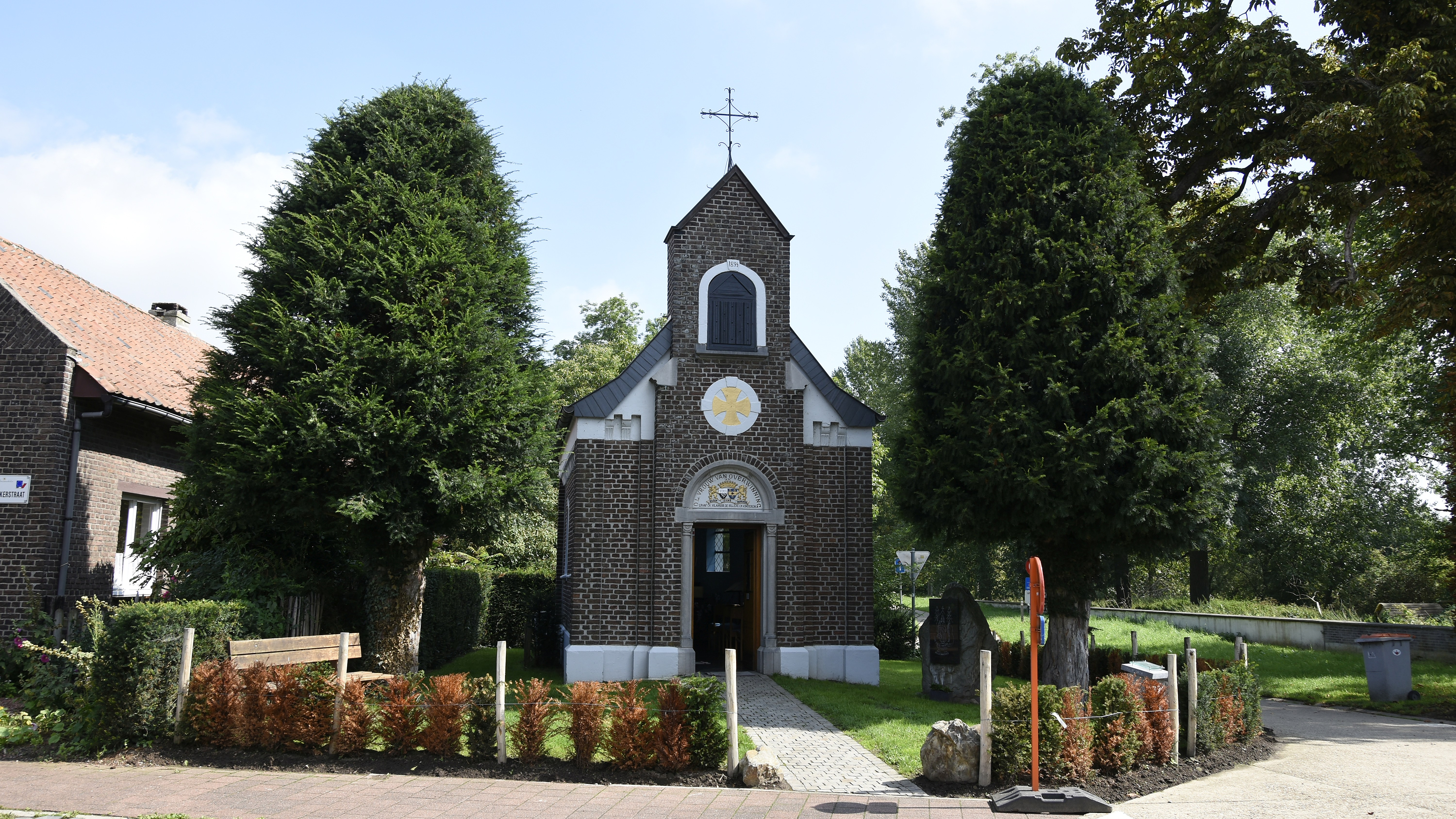
De kapel Onze-Lieve-Vrouw van Overwinning

Mazenhoven is een gehucht van Leut, gelegen nabij de Maas op de linkeroever.
De naam van het gehucht werd ook als Maselhoven, en op de Ferrariskaarten - in het Frans - als Hameau de Maeseloven gespeld.
Mazenhoven werd voor het eerst vermeld in 1504, als Maeselhoven. Tot in de 18e eeuw was dit, vlak achter de Maasdijk gelegen, een gehucht van enig belang. Gedurende de 19e eeuw nam Mazenhoven sterk in betekenis af.
Op de Maasdijk bevindt zich de gietijzeren grenspaal 114, die de (in het midden van de Maasbedding gelegen) Belgisch-Nederlandse grens markeert.
Naast enkele hoeven aan de Steenakkerstraat bevindt zich te Mazenhoven ook een kapel in neoromaanse stijl, gebouwd in 1894 in opdracht van kasteelheer Charles Vilain XIIII. De kapel is gewijd aan Onze-Lieve-Vrouw van Overwinning en architect was Hyacinth Martens.
Nabij Mazenhoven bevindt zich het natuurgebied Mazenhoven.